# 210e régiment d'infanterie
Le 210e régiment d'infanterie (210e RI) est un régiment d'infanterie de l'Armée de terre française constitué en 1914 avec les bataillons de réserve du 10e régiment d'infanterie. Il participe à la Première Guerre mondiale, notamment dans les Balkans puis en Hongrie.

## Création et différentes dénominations
- 1914 : 210e Régiment d'Infanterie
- Juin 1916 : passage à 3 bataillons à la suite de l'incorporation du 4e bataillon du 157e Régiment d'Infanterie[1]
- 1er juillet 1919 : dissolution

## Chefs de corps
- 2 août 1914 au 25 août 1914 : Lieutenant-Colonel Tisserand[2]
- 26 août 1914 au 31 octobre 1914 : Lieutenant-Colonel Brusset[2]
- 8 novembre 1914 au 29 mars 1916 : Lieutenant-Colonel de Malleray[2] (mort pour la France - bois d'Avocourt[3])
- du 8 avril 1916 au 10 mai 1917 : Lieutenant-Colonel Martin[2]
- du 11 mai 1917 au 22 avril 1919 : Lieutenant-Colonel Malandrin[2]
- du 23 avril 1919 au 1er septembre 1919 : Lieutenant-Colonel Foriel Destezet[2]

## Historique des garnisons, combats et batailles

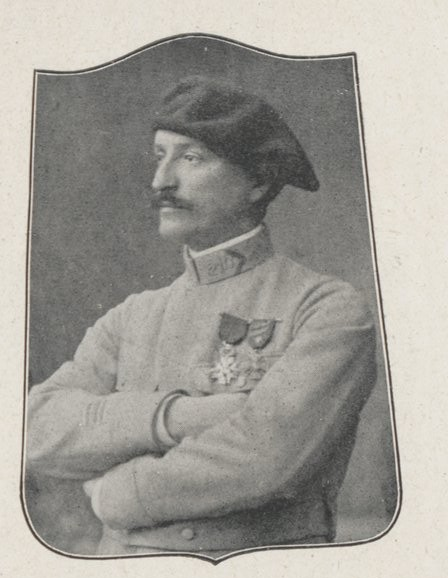
Le commandant Sutterlin, commandant le 5e bataillon, en 1918.

Le 210e RI est formé à Auxonne à partir du 10e RI (à la mobilisation, chaque régiment d'active créé un régiment de réserve dont le numéro est le sien plus 200).
Il est constitué de 2 240 gradés et soldats, en deux bataillons.
Affectations :
- 8e Corps d'Armée août 1914
- 76e Division d'Infanterie de juin 1915 à novembre 1918

### 1914
Remenauville....combat du pont d'Hertzing...sud de Saint Mihiel, combats du bois d'Ailly en forêt d'Apremont...
Le 9 octobre en soirée, les soldats du 210e sont envoyés dans la commune de Bislée (Meuse) pour y défendre le cimetière. Face à 500 soldats allemands et leur officier qui invoque la supériorité numérique, le caporal Arthur Boirin se lève et lance :  « Ah, t’es cinq cents…et ben moi, mon vieux, j’suis cent mille et je t’emmerde. » Cette action lui vaut d'être inscrit au tableau spécial de la Médaille Militaire par le décret du 13 août 1914, par arrêté ministériel du 15 novembre 1914, pour prendre rang le 22 octobre de la même année. Cet arrêté a été ratifié par la loi du 26 février 1921.

### 1915
Woëvre...cote322...Rive gauche de la Meuse...

### 1916
Bataille de Verdun : bois d'Avocourt…

### 1917
Albanie...Attaque de la pyramide...

### 1918
Albanie...Serbie...Poursuite en Bulgarie.
Le 10 novembre, le régiment franchit le Danube au niveau de Giurgiu et pénètre en territoire roumain toujours occupé par les troupes allemandes, afin de couper la retraite de ces dernières. Après l'Armistice, le régiment s'installe dans la région de Giurgiu. Le 25 décembre, le régiment part pour la Hongrie, embarquant à la gare d'Alexandria.

### 1919
Il arrive à Szeged en janvier 1919, alors que la Hongrie commence à être en proie à l'agitation révolutionnaire. Le 22 mars 1919, les troupes de la République des conseils de Hongrie attaquent des soldats français isolés et les Français reçoivent l'ordre de combattre. Les renforts français sont attaqués par les troupes hongroises et les positions du  210e RI, dont la prison où sont gardés quinze bolchéviques russes, subissent les assauts hongrois. Renforcés par le 54e régiment d'infanterie coloniale, les Français contre-attaquent et la situation s'apaise en soirée. Le régiment reste en garnison dans la ville.
Le régiment est dissout le 1er juillet 1919, ses soldats rejoignant le 16e régiment de marche de tirailleurs algériens.

## Drapeau
Il porte, cousues en lettres d'or dans ses plis, les inscriptions suivantes :
- Verdun 1916
- Danube 1918

## Décorations décernées au régiment
Sa cravate est décorée de la Croix de guerre 1914-1918  avec une palme (une citation à l'ordre de l'armée).

## Sources et bibliographie
- Archives militaires du château de Vincennes.
- Historique du 210e d'infanterie, Dijon, Imprimerie R. de Thorey, 1922 (lire en ligne)
- Serge Andolenko, Recueil d'historiques de l'Infanterie française, Eurimprim, 1969.